# Gerhard Zadrobilek
Gerhard Zadrobilek (ur. 23 czerwca 1961 w Breitenfurcie) – austriacki kolarz górski i szosowy, srebrny medalista mistrzostw Europy MTB.

## Kariera
Największy sukces w kolarstwie górskim Gerhard Zadrobilek osiągnął w 1992 roku, kiedy podczas mistrzostw Europy MTB w Mölbrücke zdobył srebrny medal w cross-country. W zawodach tych wyprzedził go jedynie Erich Übelhardt ze Szwajcarii. Był to jedyny medal wywalczony przez Zadrobilka na międzynarodowej imprezie tej rangi. Ponadto w sezonie 1991 Pucharu Świata w kolarstwie górskim zajął drugie miejsce w klasyfikacji generalnej, ulegając jedynie Johnowi Tomacowi z USA. Nigdy nie zdobył medalu na mistrzostwach świata w kolarstwie górskim. Startował także w kolarstwie szosowym. jego największe sukcesy szosowe to między innymi: zwycięstwa w Österreich-Rundfahrt w 1981 roku i Giro del Veneto w 1987 roku oraz trzecie miejsca w klasyfikacjach generalnych Tour de Suisse w 1984 roku i Giro del Trentino w 1985 roku. Ponadto w 1986 roku zajął osiemnaste miejsce w Giro d'Italia, a dwa lata później był czternasty w Tour de France. Nigdy nie brał udziału w igrzyskach olimpijskich.